# Alfons el Magnànim

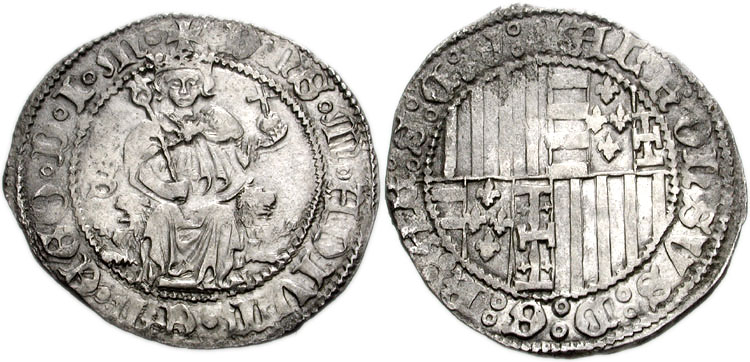
Carlí d'Alfons el Magnànim

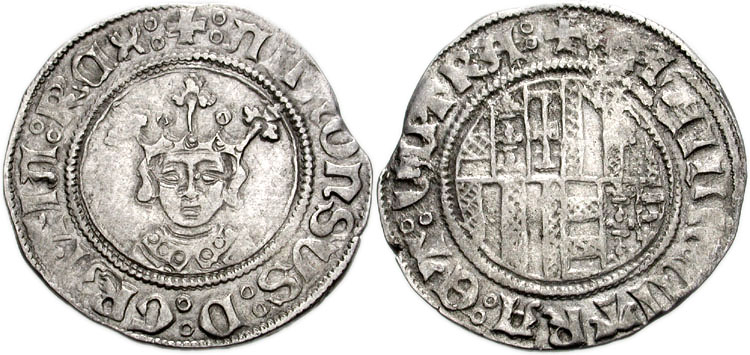
Ral d'Alfons el Magnànim

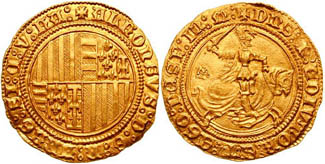
Ducat d'or d'Alfons I, 1442-1458, també anomenat alfonsí

Alfons el Magnànim, anomenat també Alfons V d'Aragó, III de València, I de Nàpols, Sicília i Mallorca, II de Sardenya i IV de Barcelona (Medina del Campo, Castella, 1396 - Nàpols, 27 de juny de 1458), fou rei d'Aragó, de València, de Mallorca, de Sicília, de Sardenya (1416-1458) i de Nàpols (1442-1458), i comte de Barcelona.

## Orígens familiars
Fou el fill primogènit de Ferran d'Antequera i la seva muller, Elionor d'Alburquerque. A la mort de Martí l'Humà, la successió de la Corona d'Aragó recaigué, gràcies al Compromís de Casp de 1412, en el seu pare, Ferran I. Entrà a la Corona d'Aragó, que en un futur heretaria, a 16 anys.

## Política interna
Començà a implicar-se en el govern dels regnes ja el 1415 a causa de la malaltia del seu pare. A la mort d'aquest l'any següent fou entronitzat.
Posteriorment, la noblesa catalana va crear, el 1418, la Junta de Molins de Rei, una lliga de ciutats, viles i barons encapçalada pel conseller de Barcelona Ramon Desplà i el comte Roger Bernat I de Pallars Sobirà, per fer front als moviments castellanitzants de la cort iniciats pel seu pare, el rei Ferran I, i denunciats a les Corts de Montblanc (1414).
Entre 1419 i 1420 es reuniren les Corts de Catalunya a Sant Cugat i posteriorment a Tortosa. Neguitosos per la influència d'individus castellans al voltant de la nova monarquia, els estaments van exigir intervenir en el nomenament dels membres del Consell Reial i que se n'acomiadessin els castellans, i també demanaren participar en la regulació del procés de recuperació del patrimoni reial alienat durant els últims regnats, ja que les elits catalanes estaven molt preocupades i volien evitar les reunions de pagesos, l'elecció de síndics i la imposició de talls. Tant aquelles corts com les del Regne de València reunides paral·lelament el mateix any van mostrar-se contràries a la partida del rei amb l'expedició contra les resistències de Sardenya, Sicília i Còrsega, ja que el veien més necessari a la península. Però el maig del 1420 el rei Alfons marxà de totes maneres cap a les illes mediterrànies i les Corts quedaren suspeses. Després de pacificar l'Alguer (Sardenya) amb un estol de 24 galeres pròpies i 5 de venecianes, i caiguda Calvi, al nord de Còrsega el setembre de 1420 es va dirigir a Bonifacio, al sud de l'illa, que no va poder prendre, i aprofitant que els francesos estaven paralitzats per la Guerra dels cent anys, va derrotar la flota genovesa en la batalla de la Foç Pisana i prengué el Regne de Nàpols, que va abandonar en ser assetjat al Castel Capuano el 1423, i de retorn va saquejar Marsella.
El 1423 tornà a centrar-se en els regnes de la Corona catalanoaragonesa, però en marxà el 1435 per conquerir el Regne de Nàpols. Ho aconseguiria el 1442, i a partir de llavors mai més tornaria a la península i es desentendria de la política interior dels regnes. Aquesta, la va deixar en mans de la seva esposa Maria de Castella com a regenta, i posteriorment en mans del seu germà Joan (que de fet el va acabar succeint). Això provocava un retard enorme en la resolució dels conflictes que anaven sorgint per haver d'enviar missatgers a Nàpols tot sovint per consultar el rei absent què ordenava fer.
A partir de llavors els problemes interns s'accentuaren arreu. Així, cal destacar la revolta de camperols forans a Mallorca el 1450, que es revoltaren contra els ciutadans de Palma, conflicte que fou simplement esclafat entre 1453-1454 per les tropes que Alfons envià des de la península Itàlica. Mentrestant a Catalunya els pagesos remences exigien l'abolició dels mals usos cada cop més agressivament fins al punt que Alfons els va suspendre amb la Sentència Interlocutòria de 1455 a canvi de 100.000 florins. L'any següent, però, la va anul·lar; però després encara la va confirmar un altre cop el 1457. La manca de fermesa en la qüestió la va deixar mal resolta i per aquest motiu el conflicte esclataria més cops durant els regnats posteriors. Un tercer problema fou el de les diverses revoltes populars d'algunes ciutats peninsulars contra el ric patriciat urbà que monopolitzava el govern de les ciutats, i a qui acusaven d'incompetent i corrupte. En aquest cas Alfons va permetre la modificació del govern d'algunes ciutats. A Barcelona, per exemple, la ciutat estava dividida entre la Biga i la Busca, la primera representava el grup tradicional de poder format pels grans comerciants i ciutadans honrats de la ciutat, mentre que la segona estava formada per menestrals, artesans i mercaders progressistes que reclamaven canvis. El 1453 el nou lloctinent del rei a Catalunya Galceran de Requesens va concedir el govern de la capital a la Busca, amb el consentiment d'Alfons.

## Política externa

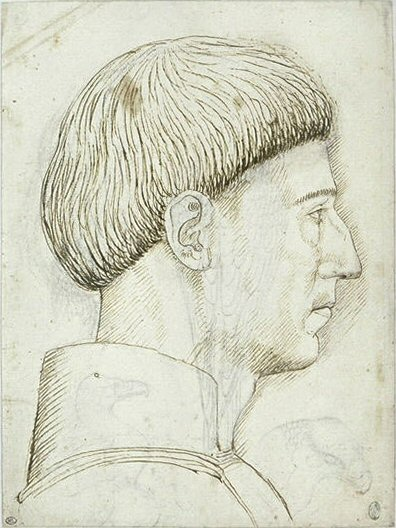
Alfons el Magnànim, dibuixat per l'artista del Renaixement Pisanello, el qual des del 1448 visqué els últims anys de la seva vida a la cort d'Alfons a Nàpols

Tot just pujar al tron, Alfons volia recomençar la tradicional guerra entre catalans i genovesos aprofitant que llavors expirava la treva de tres anys pactada el 1413, però el Parlament català reunit aquell any 1416 va denegar el subsidi a instàncies de l'estament militar i, per tant, el 1417 hagué de renovar la treva.
El maig del 1420, Alfons s'embarcà en una expedició per consolidar el domini catalanoaragonès a les illes de Sardenya, Sicília i Còrsega. Durant aquest període de viatge constant va interessar-se per la successió del Regne de Nàpols, on governava la reina Joana II sense descendència, i aquesta el va adoptar com a futur hereu l'agost de 1420. Alfons va derrotar, l'octubre del 1421 amb un estol comandat per Romeu de Corbera, els genovesos en la batalla de la Foç Pisana.
Després de combatre contra les tropes de Muzio Sforza a Castel Capuano, on la reina estava sent assetjada, Alfons el Magnànim es va haver de retirar al Castell Nou, però el suport de les 22 galeres comandades per Joan Ramon Folc II de Cardona va millorar la seva posició. La reina, pressionada pels angevins, feu marxa enrere i el 1423 adoptà Lluís III d'Anjou (que onze anys abans havia estat competidor del seu pare en el Compromís de Casp) i Alfons va posar rumb de tornada als seus regnes, no sense abans destruir el port de Marsella amb la seva flota, el més important dels dominis angevins, i deixant Arnau Sanç de castlà del Castell Nou de Nàpols.
Entre el 1429 i el 1430 va entrar en guerra amb el Regne de Castella per la defensa dels drets dels seus germans, els infants d'Aragó, Joan II d'Aragó i Enric I d'Empúries, als quals foren confiscats els seus béns de Castella pel tractat de Majano i que acabà amb la batalla d'Olmedo amb la mort d'Enric I d'Empúries i el triomf dels seus enemics a Castella.
Però l'ambició permanent del rei Alfons sempre va ser el Regne de Nàpols, i l'oportunitat li va arribar el 1434 i el 1435 amb la mort successiva de Lluís III i de la reina Joana II. Alfons es trobava a Sicília guerrejant contra l'illa de Gerba (1432) i Trípoli (1434), i es va decidir a conquerir el seu preuat regne començant per atacar Gaeta. Però la flota catalana fou derrotada en la batalla de Ponça del 1435 per una flota conjunta formada per Gènova, el ducat de Milà, el papat i els reis angevins de Nàpols. En aquesta derrota molts nobles i el mateix rei i els seus germans foren fets presoners, i no foren alliberats fins al pagament d'un altíssim rescat aportat per les Corts de Montsó. Poc després el duc de Milà va canviar de bàndol i s'alià amb Alfons pel tractat de Milà, fet que li permeté a aquest de tornar a intentar la conquesta del regne un altre el cop el 1436, fins a la victòria catalanoaragonesa el 2 de juny de 1442, en què guanyà a tots els seus enemics: Florència, Venècia, el Papat, i els partidaris angevins a Nàpols. Des d'aquell moment Alfons es preocupà més dels afers italians i de les guerres contra els turcs que no pas de la política interna. Un fet destacable fou que ja no tornà mai més a la península, mantenint-se sempre a la ciutat de Nàpols envoltat d'una enorme cort renaixentista.

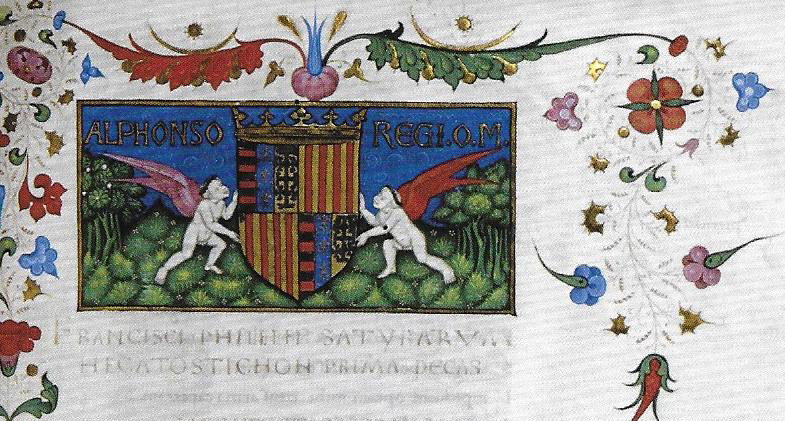
Escut d'armes d'Alfons V d'Aragó acompanyat de la inscripció Alphonso regi optimo maximo. Satyrarum hecatostichon de Francesco Filelfo

Eugeni IV i Alfons el Magnànim van negociar un arranjament de les seves diferències en la primavera de 1443, donant lloc a un acord formal a Terracina el 14 de juny 1443. Sota els termes d'aquest tractat Eugeni va reconèixer Alfons com a rei de Nàpols i el seu fill Ferran com a successor, a canvi del reconeixement d'Eugeni com a papa, i retirà el suport a Fèlix V i al Concili de Basilea.
El Magnànim seguia mantenint les aspiracions sobre Còrsega, i va continuar la guerra catalano-genovesa i la lluita contra els otomans; el capitost albanès Skanderbeg es feu vassall d'Alfons i el 1451 el català Bernat Vaquer ocupà el castell de Croia i Ramon d'Ortafà hi fou enviat com a virrei d'Albània i posteriorment fou nomenat virrei d'Albània, de Grècia i d'Eslavònia, mentre Joan Claver esdevenia virrei de l'Epir i de Morea el 1456. La corona del Regne d'Hongria li fou oferta per János Hunyadi i altres magnats hongaresos. L'almirall Bernat I de Vilamarí ocupà i fortificà Castellroig, operà a la desembocadura del Nil i hi incendià els vaixells enemics, es llançà damunt el litoral de Síria i hi repetí la gesta. Joan de Nava, mariner castellà al servei d'Alfons, s'esforçà per tal d'establir-se a Xipre.
La caiguda de Constantinoble el 1453 va despertar el temor d'una amenaça otomana sobre Itàlia i els territoris venecians de l'Egeu, la qual cosa va propiciar el tractat de Lodi entre Milà i Venècia el 1454, al qual després es van adherir Florència i Nàpols. L'objectiu dels signants, que començaven a témer l'hegemonia francesa, era mantenir l'equilibri interior de la península italiana.
El seu regnat s'acabà amb la Guerra venecianogenovesa, que s'inicià el 1454 i derivà en la Guerra catalanogenovesa, en la qual Bernat I de Vilamarí va destruir gairebé totalment un comboi de naus mercants genoveses a la mar Tirrena, a prop de l'illa de Ponça. El 1457 prengué el comandament d'una flota de 60 vaixells, amb la qual atacà la costa enemiga i conquerí Noli i va assetjar la capital, Gènova. La mort d'Alfons el Magnànim (27 de juny del 1458) l'obligà a suspendre les operacions navals i retirar-se'n, tot i que la Guerra venecianogenovesa encara continuava.

## Successió
A la Corona catalanoaragonesa fou succeït pel seu germà Joan II d'Aragó, mentre que el Regne de Nàpols va quedar per al seu fill natural, l'infant Ferran (fill de la seva amant Giraldina Carlino).

## Noces
El 12 de juny de 1415 es casà a la catedral de València amb la infanta Maria de Castella, filla d'Enric III de Castella, i cosina seva. D'aquesta unió no tingué fills.
De la seva amistançada Giraldina Carlino tingué tres fills naturals:
- Ferran I de Nàpols (1423-1494), rei de Nàpols
- Maria d'Aragó (?-1449)
- Elionor d'Aragó (?-?), casada el 3 de maig de 1444 amb Marino Marzano, príncep de Rossano i duc de Sessa[30]

Una altra amant famosa que tingué a Nàpols fou Lucrèzia d'Alagno.